# Franck Duboisse
Franck Duboisse, né le 27 mai 1964 à Soest (Allemagne), est un sportif belge et qui est principalement connu pour sa pratique du karaté.
Cet athlète de haut niveau de la Ligue Handisport francophone a été le premier sportif à avoir remporté le titre de champion du monde de karaté WKF en chaise, dans la catégorie Kata. Ce titre a été remporté à Brême (Allemagne) en novembre 2014 lors des mondiaux de la World Karate Federation à l'occasion desquels étaient ouvertes pour la première fois de l'histoire du karaté des catégories dévolues aux personnes à mobilité réduites ou atteintes d'un handicap. La pratique de ce sport est connue sous le nom officiel de para-karate mais également sous d'autres appellations comme handi-karaté, handikaraté ou i-karaté (Inclusive Karaté)
Le 3 mai 2015, Franck Duboisse est aussi devenu le premier champion d'Europe de l'histoire de l'Inclusive Karate Federation - IKF, une fédération internationale de karate, dédiée uniquement aux personnes à mobilité réduite.
Ce sportif a été un des pionniers et grand promoteur de la pratique sportive du karaté pour les publics en situation de handicap : para-karate, handikaraté, I-Karate...
Il a le statut d'athlète de haut-niveau auprès de la Fédération Wallonie-Bruxelles et de la Ligue Handisport francophone
Ce sportif est un athlète reconnu par l'IPC. Il est membre de même de l'équipe nationale belge de Sledge-hockey et est, à ce titre, un des très rares compétiteurs à pratiquer et à avoir brillé dans une discipline de sports d'été ainsi que dans une discipline de sports d'hivers en parallèle.
La 29 avril 201i, Franck Duboisse gagne un nouveau titre en tant que compétiteur de para-karate en remportant son 5ème titre mondial (IKF). Il devient ainsi le spécialiste de la discipline le plus titré au monde avec 40 victoires sur les plateaux internationaux et reste quasiment invaincu.

## Titres et trophées importants
- Champion du monde Kata WKF en octobre 2014
- Champion du monde de Karaté NGKKI en Kata et kumite - Wakayama (Japon) 2007
- Champion du monde 2016 et 2018 en IKF en kata individual (open et 501)
- Champion du monde 2017 de karaté WGKF en Kata individuel chaise à Bucarest (Roumanie)
- Champion d'Europe 2015 , 2017 en IKF en Kata individual wheelchair men (open et 501)
- Trophée du Mérite sportif de la Communauté française de Belgique - 2008
- Champion d'Europe en EGKK en kata à Rotterdam 2013
- Champion d'Europe EGKF à Steyr (Autriche) 2016
- Champion du monde WGKF à Bucarest (Roumanie) 2017
- Trophée du Mérite de l'année du Belgium Paralympic Comitee pour "outstanding performances" - 2014[7] et 2015[8]

## Open et championnats de style
- Vainqueur Open de Belgique de Goju BGKO a Soumagne (Belgique) de 2006 à 2009
- Vainqueur championnat de Belgique francophone FFKAMA à Namur 2008, 2009
- Vainqueur de l'Open de Bavière - Ebern (Allemagne) 2014
- Champion de Belgique IKF et vainqueur du Belgian I-Karate Open 2016 - Kata individuel
- Prix du Mérite sportif des Province[9] et Ville de Liège[10]

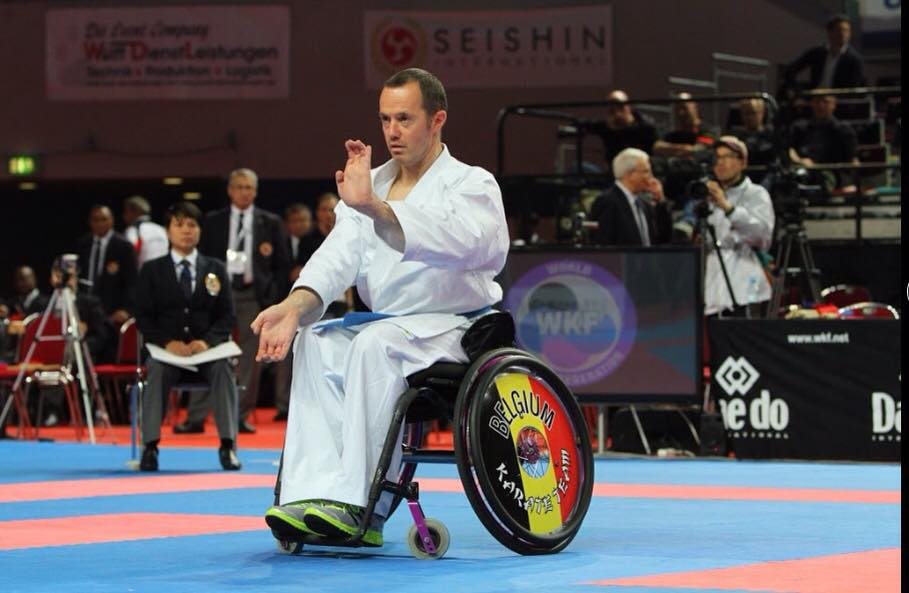
Champion du monde de kata catégorie chaise à Brême en 2014

- Vainqueur de la Bosphorus Cup à Istanbul 2016 - Kata individuel (Chaise)

- Vainqueur du Challenge international de Strasbourg - Kata individuel (Catégorie Chaise W501) de 2012 à 2017
- Vainqueur de l'Open de Toscane - Follonica (Italie) - Kata individuel chaise
- Vainqueur du 31e Open de Lignano en août 2016
- Vainqueur de l'Open international de I-karate à Tirgu Mures (Roumanie) en août 2016
- Vainqueur du K1 premier league d'Istanbul en septembre 2016
- Gagnant du Master en Catégorie Open du Karate Irish Open en septembre 2016
- vainqueur de l'Open de Panama en 2015, 2016, 2017 et 2018
- 2e à l'Open de Croatie de Rijeka en octobre 2016
- Vainqueur de la Dragon Cup à Mantoue (Italie) 2013, 2014, 2015, 2016
- Médaille d'or à L'Open international de Karaté de Kharkov (Ukraine) en février 2017
- Vainqueur de l'Open de Belgique I-Karaté en Mars 2017
- Vainqueur de l'Irish open en catégorie Open et chaise 501 à Dublin en septembre 2017
- Vainqueur de la Turin Cup en catégorie Open en Italie en septembre 2017
- Vainqueur du Belgian I-karate Open à Hasselt en février 2018 - médaille d'argent en kata par équipe Open